# 謝爾吉伊夫卡 (克拉斯諾庫特西克區)
49°58′28″N 35°10′12″E / 49.97444°N 35.17000°E
塞爾希伊夫卡（烏克蘭語：Сергіївка）是位於烏克蘭東部的村莊，由哈爾科夫州博霍杜希夫區的克拉斯諾庫特斯克市鎮負責管轄。該村始建於1909年，面積0.11平方公里，海拔高度166米，2001年人口7，人口密度每平方公里62人。